# Тойлыев, Сапардурды
Сапардурды Тойлыев (туркм. Sapardurdy Toýlyýew) — туркменский политический деятель, бывший президент Академии наук Туркменистана.

## Биография
В 1981 году окончил Туркменский государственный медицинский институт. Работал в сфере здравоохранения и медицинского образования.
До февраля 2007 года работал проректором Туркменского государственного медицинского института по учебной и воспитательной работе.
С февраля 2007 года ректор Туркменского государственного медицинского института.
В 2010—2011 годах был заведующим Отделом здравоохранения Кабинета министров Туркменистана.
С 8 июля 2007 года по 2 декабря 2011 года был в должности председателя Государственного комитета по туризму и спорту Туркменистана.
2 декабря 2011 года назначен заместителем председателя Кабинета министров Туркменистана по науке, новейшим технологиям и инновационным вопросам, одновременно председателем Чрезвычайной комиссии Туркменистана по борьбе с распространением болезней.
В мае 2012 года был выдвинут на должность председателя Федерации футбола Туркменистана, которую поддержали все делегаты конференции.
25 января 2018 года избран президентом Академии наук Туркменистана.
25 августа 2021 года вновь назначен заместителем председателя Кабинета министров Туркменистана по науке, новейшим технологиям и инновационным вопросам.
8 июля 2022 года снят с должности заместителя председателя Кабинета министров Туркменистана.
29 сентября 2022 года освобождён от должности президента Академии наук Туркменистана.

## Награды
- Медаль «20 лет Независимости Туркменистана»[12]